# ハンス・アイゼンク
ハンス・ユルゲン・アイゼンク（ドイツ語: Hans Jurgen Eysenck, 1916年3月4日 - 1997年9月4日）は、ドイツの心理学者。

## 経歴
1916年、ドイツ・ベルリン生まれ。フランスとイギリスの大学を卒業後、ユニヴァーシティ・カレッジ・ロンドンで心理学博士号を取得する。キングス・カレッジ・ロンドン精神医学研究所（IoP）心理学部主任などを経て、キングス・カレッジ・ロンドン教授などを務めた。生涯に『人格の次元』をはじめとして数多くの論文や著書を発表した。

## 業績と評価
- アイゼンクは、不適切な学習によって神経症が引き起こされると考えた。そして、それを行動療法によって治療しようと試みた。
- パーソナリティ研究の分野で活躍し、1975年にアイゼンク性格検査を考案した。
- 精神分析の実証性について痛烈な批判を行ったことで知られる。

没後21年となる2019年に論文の不正が指摘され、大学により25報の共著論文が「安全ではない」とされた。最終的に学術誌により71論文に対して懸念表明がなされ、14論文が撤回された。

## 著書

### 単著
- 『心理学における科学と偏見』小見山栄一ほか訳編、誠信書房、1961年。
- 『心理学の効用と限界』帆足喜与子ほか訳、誠信書房、1962年。
- 『あなたのIQは?』広田君美・永田良昭訳、誠信書房、1964年。
- 『行動療法と神経症　神経症の新らしい治療理論』異常行動研究会訳、誠信書房、1965年。
- 『犯罪とパーソナリティ』MPI研究会訳、誠信書房、1966年。
- 『心理学における事実と虚構』岩脇三良訳、誠信書房、1968年。
- 『心理療法の効果』大原健士郎・清水信訳、誠信書房、1969年。
- 『人格の構造　その生物学的基礎』梅津耕作ほか訳、岩崎学術出版社〈岩崎学術双書 ; 20〉、1973年10月。
- 『世間知の心理学　実験的社会』岩脇三良・清水秀美・千原孝司訳、誠信書房、1977年4月。
- 『自己発見の方法　自分ではわからない自分を知る』本明寛訳、講談社、1978年7月。
- 『知能の構造と測定』大原健士郎監訳、星和書店、1981年4月。
- 『神経症はなおせる』塩見邦雄・岸本陽一訳、ナカニシヤ出版、1982年7月。
- 『精神分析に別れを告げよう　フロイト帝国の衰退と没落』宮内勝ほか共訳、批評社、1988年1月。
- 『英語の発想に基づく知的ゲームへの挑戦　新I・Qテスト集』金関寿夫・村上紀子訳編、秀文インターナショナル、1989年3月。ISBN 4-87963-377-1。
- 『たばこ・ストレス・性格のどれが健康を害するか　癌と心臓病の有効な予防法を探る』清水義治ほか訳・監訳、星和書店、1993年7月。ISBN 4-7911-0257-6。

### 共著・編著・共編著
- S・ラックマン共著『神経症　その原因と治療』黒田実郎訳編、岩崎学術出版社〈精神科学全書 ; 9〉、1967年。
- G・D・ウィルソン共著『社会態度　パーソナリティとイデオロギイ』塩見邦雄訳、ナカニシヤ出版、1981年9月。
- D.K.B.ナイアス共著『性・暴力・メディア　マスコミの影響力についての真実』岩脇三良訳、新曜社、1982年7月。
- G・D・ウィルソン共編 編『心理学概論』塩見邦雄監訳、創元社、1984年4月。ISBN 4-422-11101-9。
- L・ケイミン共著『知能は測れるのか　IQ討論』斎藤和明ほか訳、筑摩書房、1985年5月。
- D.K.B.ナイアス共著『占星術：科学か迷信か』岩脇三良・浅川潔司共訳、誠信書房、1986年4月。ISBN 4-414-30408-3。
- マイケル・アイゼンク共著『マインドウオッチング　人間行動学』田村浩訳、新潮社〈新潮選書〉、1986年12月。ISBN 4-10-600319-8。
- H・J・アイゼンク編著『スモーキング　健康とパーソナリティをめぐって』上里一郎監訳、同朋舎出版、1988年9月。ISBN 4-8104-0724-1。